# 八野英史
八野 英史（はちの ひでし、1963年2月25日 - ）は、日本のネオアコ・バンド b-flower のヴォーカリストおよびギタリスト、作詞家、作曲家。

## 略歴
- 京都産業大学に入学後、軽音楽部に所属、バンド活動を始める。
- 大学卒業後、当時DCブランドと呼ばれていた洋服屋で働きながらバンド活動を続けた後、1985-1986年に b-flower を結成する。
- 1990年に自主レーベル Seeds Record よりインディーズデビュー、1993年にメジャーデビュー。同時期に英国でも7インチを2枚リリース。国内ではEP2枚、ミニアルバム2枚を含むアルバム計10枚、シングル計9枚をリリースし、1990年代を通してネオアコ・ブームの一端を担う。
- 1999年に京都に戻り、メンバーの岡部亘と宮大とともに Five Beans Chup を結成、少年期の心象をテーマにアルバムを2作リリース。
- その後長らく活動を休止していたが、アンビエント・ミュージシャンの細海魚と新ユニット Livingstone Daisy を結成。これにメンバーの岡部も加わり、2010年11月16日にデビュー曲『どこにも行けないでいる』を、2011年2月8日にセカンドシングル『この悲しい世界』を配信リリースした。本人のリリースノーツによると、2011年春にアルバムの発売が予定されている。

## 音楽性
- ヴォーカリストとしては、「中性的」と評されるヴォーカルを特徴とする [1]。
- ギタリストとしては、12弦ギターを始めとするアコースティック・ギターを主に担当するほか、エレクトリック・ギター、ピアノ なども使用。
- バンドの楽曲の全作詞、ならびに作曲の多くを手がける。
- 特に「日本語でのウィットに富んだ歌詞と澄み切った歌声」で知られる[2]。
- 「詞世界からあふれる無邪気さと残酷さを、叙情的なメロディ、繊細なギター・サウンドが包み込む」と評されている[3]。
- 八野は、1994年7月のROCKIN'ON JAPAN紙上の三者対談から、スピッツの草野マサムネ、フィッシュマンズの佐藤伸治と共に「ひな菊三人衆（デイジースリー）」と呼ばれた。その際、草野に「俺にできないものをすごい持ってる」と言わしめた[4]。実際にスピッツとb-flowerの音楽性は酷似しており、b-flowerのファンが他に好きなバンドにスピッツを挙げることも非常に多い。

## 他アーティストへの提供曲
- New French Boyfriend : 作詞・作曲
Calinのシングル「朝の少女〜エオラド」収録（1995年7月19日発売）。
- 通りは雨、日曜 : 作詞　
Calinのアルバム『teen tonic』収録（1996年9月4日発売）。作曲は Jai Okada、プロデュースは福富幸宏。エレクトリックギターに松江潤、ベースに小里誠、他。
- コバルト : 作詞・作曲
國府田マリ子のシングル（1998年7月3日発売）。もともと b-flower でやるつもりで事務所のマネージャーに渡していたデモ（歌詞なし）を、シングルで出したいと國府田の方から打診されたため、國府田用に詞を書いて仕上げたもの[5]。b-flower バージョンの仮ミックスも存在する[6]。
- 100年の恋 : 作詞・作曲　
國府田マリ子のアルバム『だいすきなうた』収録（1998年7月24日発売）。

## エピソード他
- 曲作りに関しては、何らかの「テーマ」ではなく、画像や言葉の切れはしなどの「イメージ」から始まると、うまくいく場合が多くいという。実例としては、1st『ペニーアーケードの年』収録の『そこは君の場所ではない』および 2nd『ムクドリの眼をした少年』収録の『孤立するピーターのくるぶし』（当該項をそれぞれ参照のこと）。
- 作詞に関しては「自分の実体験をそのままに近い形で唄にすることを極端に嫌うタイプ」で、おそらく唯一の例外は EP『Nobody Knows This Is Nowhere』収録の『動物園に行こうよ』（当該項を参照のこと）。
- 好きな音楽として傾倒する欧米ネオアコバンドの中でも、「『特別好き』 ランクの上位にずっと君臨している」のはトラッシュキャン・シナトラズ。[7]
- 非常に「思い入れのある作品で、25年以上なかなかこの音の代用品は見つからない」とするアルバムは、トレイシー・ソーン（Tracy Thorn）の『遠い渚』（A Distant Shore）』。[8]
- 自主レーベル立ち上げを「インスパイア」された英国インディペンデント・レーベル Sarah Records の音楽には、「何か（を呼び起こしてくれるような）特別な瑞々しさをたたえているものが多くて好き」であるとのこと。[9]
- その他に影響を受けたミュージシャン・バンドは枚挙にいとまがないが、「ギター、ベース、ドラム、ボーカルという基本的なロックバンドとしては、一番好きなのは初期のザ・フー」。[10]
- 中高生時代は洋楽ロックに傾倒。当初は特に初期のツェッペリンが好きで、「学校から帰って来るとすぐ、窓もカーテンも閉め切ってツェッペリンのレコードを大音量でかけ、大声で歌っていた」。[11]
- 高校三年生から大学一年生にかけて、ローリング・ストーンズをはじめとする「R&Bに影響を受けたイギリスのグループに狂った」。特に高三の頃は、『ジャンピング・ジャック・フラッシュ』のビデオを何百回と見ては、ミック・ジャガーの口の開け方や腕の伸ばし方、足の運び等の動きを必死でコピーしていた、という。[12][13]
- 18歳の時に加入したバンドは、ストーンズやザ・フーのコピーバンドで、八野の役割は「もちろん」ミック・ジャガー。「『アイワズボーン エナクロスファイヤ ハリケェイーン』と唇を必死で横に広げながら、ハンドマイクでステップを踏みながら歌っていた」。レパートリーは『悪魔を憐れむ歌』や『Under My Thumb』など。しかし「僕の声でストーンズはやはり無理があるなと気づいたのと、人間的に決定的にワイルドさに欠けていることを自覚するにつれ、だんだん『演る』のが恥ずかしく」なり、「『憧れの存在』として置い」ておくことにした。[13]
- 大学では、岡部と The elements の渡辺とともにバンドをやっていた。バンド加入について岡部に打診したのも、渡辺の助言によるものだという。
- 大学時代、ロキシー・ミュージック などをよく聴いていた時期があり、「ブライアン・フェリーを意識して、白のドレスシャツに蝶タイにベスト着用で、髪型まで真似してステージに立っていた」。[14]
- 年を重ねた後年には「人前に立つのが苦手なヴォーカリスト」。[15]
- ジョン・レノンの系統の声に憧れがある。[16]
- メンバーの宮と岡部に影響されて、1990年代からアイリッシュ・トラッドを聴くようになった。[17]
- 13歳から24歳くらいまで毎月、雑誌「明星」を購入して付録の歌本に載っている歌詞を隅々までチェックする自称「歌詞オタク」であった。日本の二大作詞家として、阿久悠と松本隆を挙げている。[18]
- 影響を受けた作家として、サリンジャー、スティーヴン・ミルハウザー、詩人としてのリチャード・ブローティガンを挙げている。
- 1993年4月から、FM京都 α-station のパーソナリティーとして（バンドとして）3時間の番組をやっていた。
- 年少時代を大阪府高石市、香川県高松市で過ごす。
- 幼少の頃から「図鑑マニア」である。

（以上出典表示のないものは公式サイトに基づく）

## 出演番組
- 伊谷亜子のエレキDE SHOW（えふえむ草津）